# Kelle
Pour les articles homonymes, voir Kéllé.
Kelle est une localité de l'ouest du Sénégal. Le village fait partie de la commune de Mérina Dakhar dans le département de Tivaouane (région de Thiès).

## Histoire

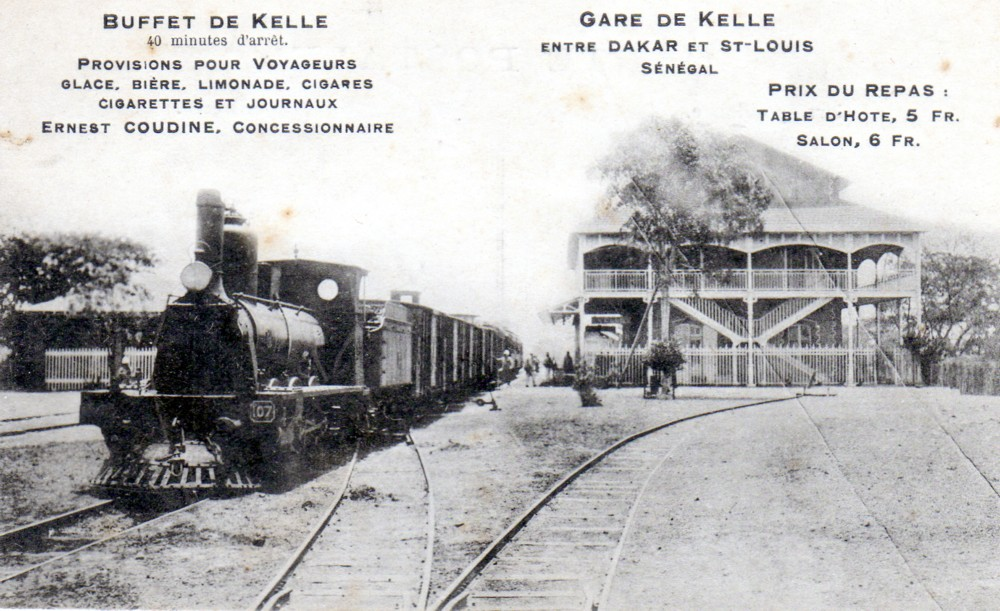
La 030 n° 107 en gare de Kelle vers 1908

Kelle se situe dans l'ancienne région du Cayor.
La gare de Kelle constituait une étape sur la ligne du chemin de fer de Dakar à Saint-Louis, qui n'est plus utilisée aujourd'hui que pour le transport des marchandises.

## Géographie
Les localités les plus proches sont : Thill, Mboukki, Peulgueu, Beudd, Ndiaye Tioro, Daarou Samb, Nguiguis, Tibo, Thiare, Thilore.

### Population
Lors du dernier recensement, Kelle comptait 1 164 personnes et 133 ménages.

## Jumelages et partenariats
Dans le cadre des relations extérieures, le village de Kelle est très reconnu par le monde entier.
En effet Kelle se trouve sur la route nationale 1 exactement entre Dakar et Saint-Louis, sa situation géographique stratégique et sa population bien instruite font de lui un centre idoine de coopération.
L'exemple le plus illustratif est le dispensaire récemment construit (2009) et actuellement en œuvre, et son corollaire une ambulance neuve et bien équipée, qui sont tous le fruit de la coopération avec les Espagnols. Ceux-ci prodiguent encore leurs bienfaits dans le domaine du numérique en envisageant une formation en informatique et une offre d'ordinateurs...
L'école primaire fondée depuis 1930 a reçu de la coopération Sénégal-Japon en 1997 deux salles de classe très sophistiquées, bien équipées ainsi que des toilettes.